# Académie des sciences (France)
Pour les articles homonymes, voir Académie des sciences.
L’Académie des sciences, nommée l'Académie royale des sciences lors de sa création en 1666, est l'une des cinq académies regroupées au sein de l'Institut de France. Elle encourage et protège l'esprit de recherche, et contribue aux progrès des sciences et de leurs applications.
L'Académie des sciences était composée de 283 membres en novembre 2020.

## Organisation
En 2025, la gouvernance est assurée comme suit :

### Bureau statutaire
L'Académie des sciences est dirigée par un « bureau statutaire » constitué pour 2025-2026 par :
- un président : Françoise Combes, présidente
- un président sortant : Alain Fischer
- deux secrétaires perpétuels – un par division :
  - 1re division : Étienne Ghys
  - 2e division : Antoine Triller

La 1re division  comporte : Sciences mathématiques, physiques, informatiques, mécaniques et sciences de l’univers,
La 2e division comporte : Sciences chimiques, biologiques et médicales 

### Délégués de l'Académie
Le bureau est complété de trois délégués de l’Académie qui en sont des invités permanents : 
- un délégué à l'information scientifique et à la communication : Patrick Flandrin
- un délégué à l'éducation et à la formation : Claude Jaupart
- délégué aux relations internationales : - Francis-André Wollman,

### Comité restreint
Le comité restreint est constitué des membres du Bureau, des deux académiciens élus de la commission administrative, des délégués des 8 sections et de l'inter-section des applications et de membres élus. 
Il est réuni une fois par mois. Il définit les axes de travail et de réflexion de l'Académie : orientation et structure de la recherche, science et société, rapports et avis de l'Académie, proposition de colloques, création de comités.

## Historique

### Débuts

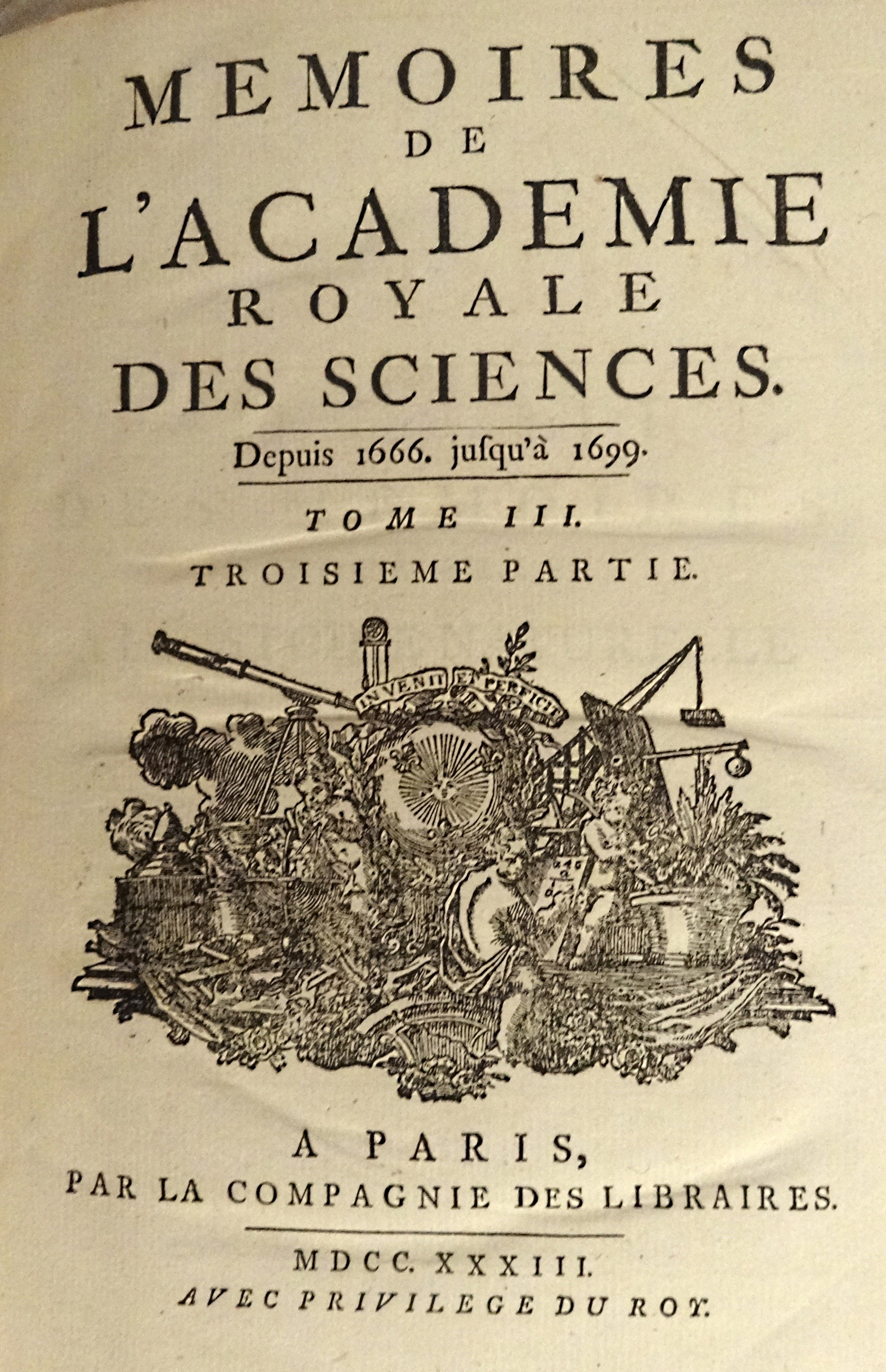
Tome 3 des Mémoires de l'Académie Royale des Sciences (1733), contenant la première partie des mémoires pour servir à l'histoire naturelle des animaux.

L'Académie des sciences, racontant elle-même son histoire, écrit :

« L'Académie des sciences doit son origine à la fois aux cercles de savants qui dès le début du XVIIe siècle se réunissent autour d'un mécène ou d'une personnalité érudite, et aux sociétés scientifiques permanentes qui se constituent à la même époque, telles l'Accademia dei Lincei à Rome (1603), la Royal Society à Londres (1645)…
En 1666, Colbert crée une Académie qui se consacre au développement des sciences et conseille les autorités politiques en ce domaine. Il choisit des savants, mathématiciens (astronomes, mathématiciens et physiciens) et des physiciens (anatomistes, botanistes, zoologistes et chimistes) qui tiennent leur première séance le 22 décembre 1666 dans la bibliothèque du Roi à Paris. Pendant ses trente premières années, l'Académie fonctionne sans statuts. »

« Le 26 janvier 1699, Louis XIV donne à l'Académie son premier règlement et la place sous sa protection. L'Académie royale des sciences siège au Louvre. Ses membres sont nommés par le roi, après présentation par l'Académie. Ils sont au nombre de 70 auxquels s'ajoutent 85 correspondants.
Au cours du XVIIIe siècle, l'organisation de l'Académie royale des sciences se modifie plusieurs fois. En 1785, une classe de physique générale et une classe d'histoire naturelle et de minéralogie s'ajoutent aux 6 existantes (géométrie, astronomie, mécanique ; anatomie, chimie, botanique).
Par ses travaux et ses publications, l'Académie contribue de façon essentielle à l'expansion de l'activité scientifique. »

La Description des arts et métiers, réalisée ou approuvée par l'Académie royale des sciences, est une collection d'ouvrages sur les métiers artisanaux, publiée à l'instigation de Colbert. Cette entreprise est mise en œuvre à la fin du XVIIe siècle sous la coordination de Gilles Filleau des Billettes, Sébastien Truchet, Jacques Jaugeon et l'abbé Jean-Paul Bignon.
En 1676, l'Académie publie un ouvrage fondateur pour la botanique en France, intitulé Mémoires pour servir à l'histoire des plantes. Denis Dodart, remarqué par Claude Perrault, supervise l'ensemble. Duclos, Pierre Borel, Perrault, Calois, Edme Mariotte, Claude Bourdelin et Nicolas Marchant y contribuent. Illustrées par Nicolas Robert, 39 plantes nouvelles sont décrites précisément. Dans son Éloge de M. Dodart lu en 1707, Bernard Le Bouyer de Fontenelle dit de la préface de ces Mémoires : « On peut prendre la préface que nous venons de citer pour un modèle d'une théorie embrassée dans toute son étendue, suivie jusque dans ses moindres dépendances, très-finement discutée, et assaisonnée de la plus aimable modestie ».

### Sous la Révolution
La Révolution mit à rude épreuve l'Académie des sciences. Malgré la tentative de rester à distance du débat politique, l'institution fut entraînée à communiquer fréquemment avec l'Assemblée nationale, puis avec la Convention nationale. Lorsqu'elle fut chargée de préparer les éléments de la réforme générale des poids et mesures, elle nomma aussitôt cinq commissions pour la réaliser : 
- Cassini, Méchain et Legendre s'occupent des mesures astronomiques ;
- Meusnier et Monge furent chargés de mesurer les bases terrestres avec une rigoureuse précision ;
- Borda et Coulomb étudièrent la longueur du pendule battant la seconde ;
- Lavoisier et Haüy déterminèrent le poids de l'eau distillée ;
- Tillet, Brisson et Vandermonde, dressèrent l'inextricable réseau des mesures anciennes.

Sur beaucoup de questions secondaires, l'Académie chercha à éluder les embarras résultant pour elle des consultations qu'on lui demandait, émettant le désir de n'avoir plus à donner son avis sur les indemnités que les particuliers ou les villes réclament au gouvernement. Consultée sur des données relatives à la question brûlante des subsistances lors de la Révolution française, elle se retrancha derrière des résultats antérieurement acquis. Consultée sur des engins de guerre, elle argua de sa mission de paix.
Durant cette période de prudence politique elle évitait de donner prise aux déclamations des clubs. Cependant, le 11 août 1792, le lendemain de la prise des Tuileries, le chimiste Antoine-François Fourcroy demanda qu'on lise la liste des académiciens pour y effectuer des radiations. La proposition fut repoussée ; mais, huit jours après, il la réitéra, faisant remarquer que la Société de médecine avait rayé plusieurs de ses membres émigrés ou notoirement convaincus d'incivisme et demandant le même traitement. Il lui fut répondu que « l'Académie ne doit pas prendre connaissance des principes de ses membres ni de leurs opinions politiques, le progrès des sciences étant son unique occupation ». Fourcroy demanda alors la mise en application du règlement permettant d'exclure les membres absents plus de deux mois sans congé. La décision fut ajournée à huit jours après discussion. À la séance suivante, le géomètre Cousin fit remarquer que l'Académie avait pour tradition de s'en remettre au ministre de toutes les mesures qui ne concernent pas l'avancement des sciences pour « s'étonne[r] que dans un moment où le ministre de l'intérieur, appelé par le vœu de la nation (c'était Roland, revenu au ministère après l'insurrection du 10 août), mérite plus que jamais la confiance de l'Académie, elle n'en use pas envers lui comme elle faisait autrefois envers ses prédécesseurs, et il propose de charger les officiers de l'Académie de conférer avec le ministre sur l'objet proposé, tandis qu'elle se livrera à des occupations plus intéressantes. » On s'empressa d'adopter cette solution comme un moyen de faire traîner l'affaire en longueur et de la faire avorter.
Le 5 septembre 1792, Fourcroy interpella le secrétaire perpétuel pour savoir s'il avait reçu réponse du ministre au sujet de la radiation qui devait être faite des membres hostiles à la Révolution : « Le secrétaire ayant répondu qu'il n'avait reçu aucune lettre du ministre, l'Académie arrête que, le ministre n'ayant pas répondu, le secrétaire ne pourra délivrer aucune liste des membres, ni en faire imprimer aucune jusqu'à ce que cette réponse soit parvenue ». Le zèle opiniâtre de Fourcroy fut ainsi paralysé par l'énergique et unanime réprobation de ses collègues.
Cette position dilatoire de l'Académie était aussi celle des autres académies, l'Académie française, de l'Académie des inscriptions et belles-lettres, des Académies de peinture et de musique, qui toutes étaient menacées. Un premier décret de la Convention suspendit la nomination aux places vacantes dans les Académies le 18 novembre 1792. Lakanal, qui défendait dans le comité de l'instruction publique les intérêts de l'Académie, espéra qu'il pourrait en prévenir la ruine. Sur sa proposition, le 17 mai 1793, un nouveau décret permit de pourvoir provisoirement aux places d'académiciens vacantes ; mais bientôt la dissolution fut définitivement prononcée le 8 août 1793.
Lakanal essaya d'atténuer les effets de cette mesure en faisant décider que ses membres auraient le droit de s'assembler sans titre officiel dans le lieu ordinaire de leurs séances pour traiter des différents objets qui leur seraient déférés par la Convention. Les académiciens jugèrent néanmoins prudent de ne pas profiter de cette espèce de tolérance et se dispersèrent pour chercher, pour la plupart, à se faire oublier. Tous n'y réussirent pas et plus d'un fut atteint dans sa retraite par les tribunaux révolutionnaires, mais quelques-uns, dont Berthollet, restèrent en relation avec le Comité de salut public, pour y maintenir les droits de la science.

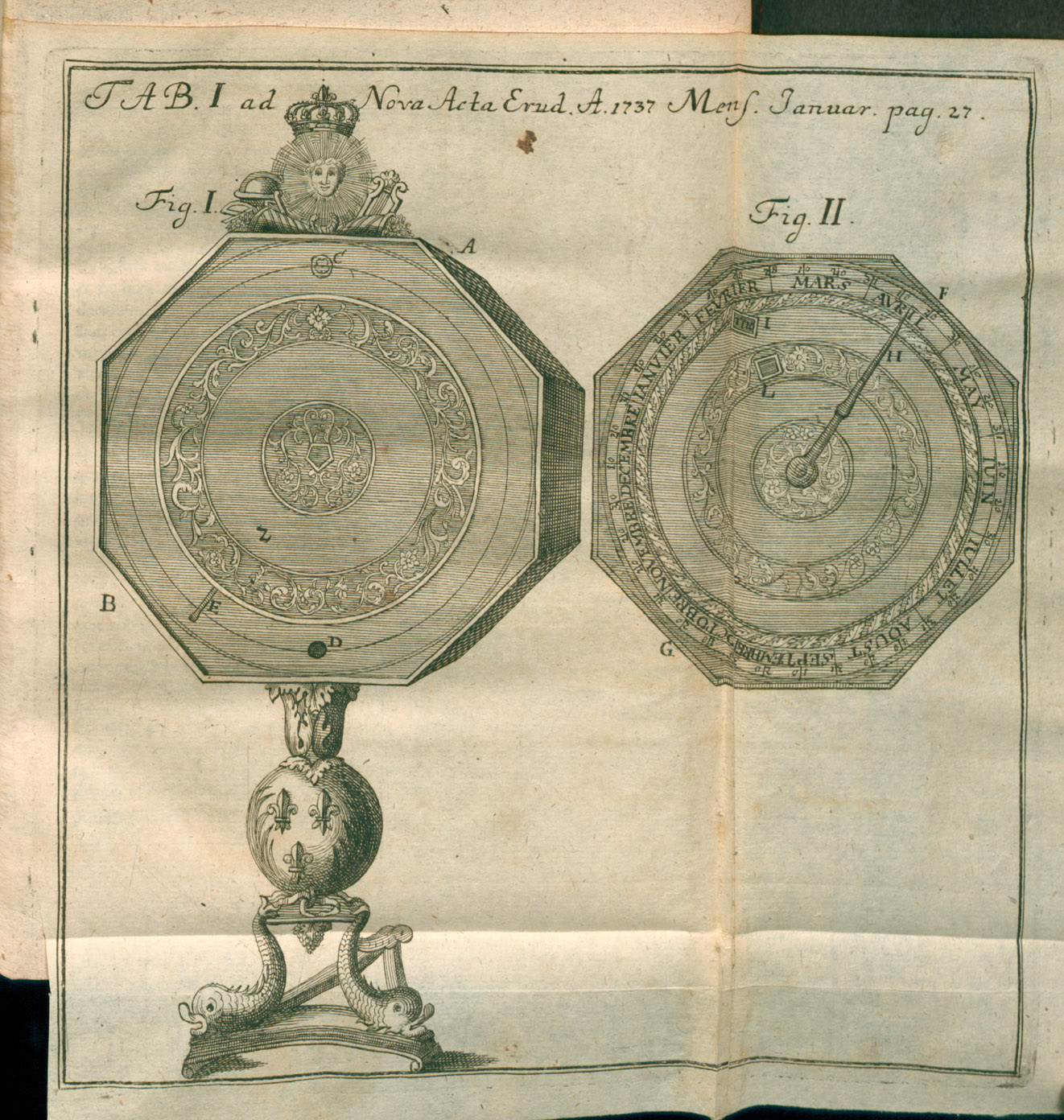
Illustration des Machines et inventions approuvées par l'Académie Royale des Sciences extraite de Acta Eruditorum publié en 1737 à Leipzig

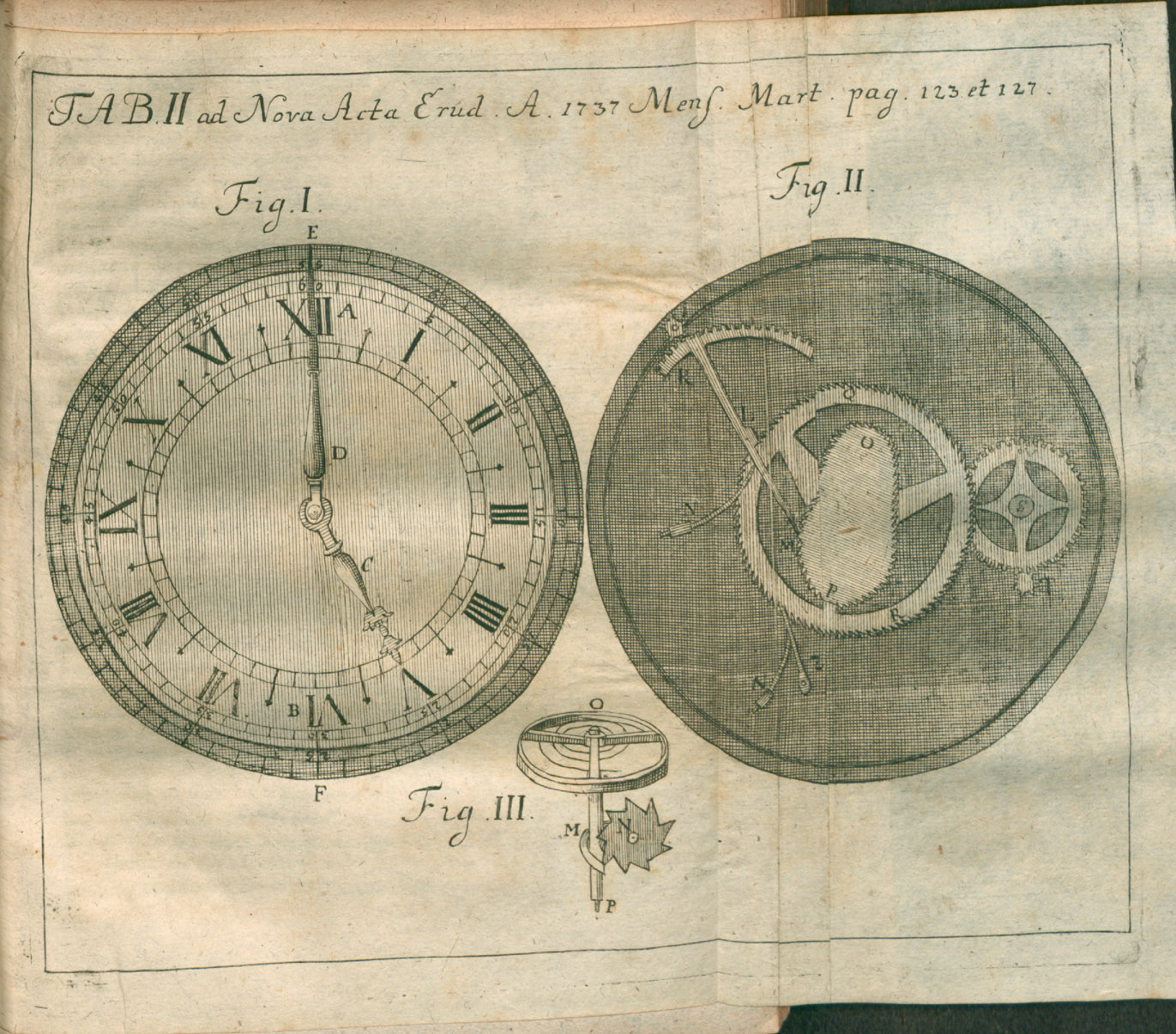
Illustration des Machines et inventions approuvées par l'Académie Royale des Sciences extraite de Acta Eruditorum publié en 1737 à Leipzig

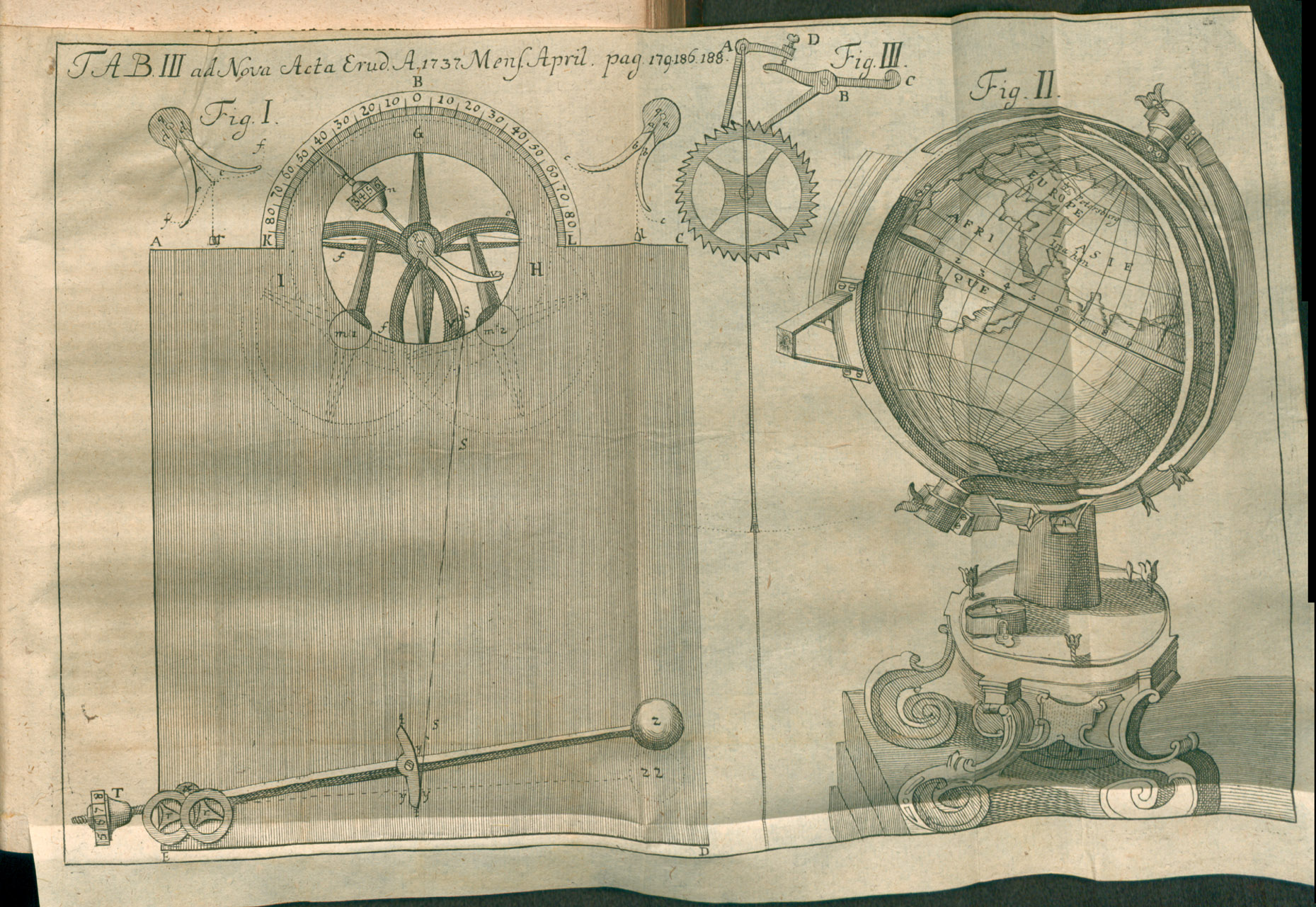
Illustration des Machines et inventions approuvées par l'Académie Royale des Sciences extraite de Acta Eruditorum publié en 1737 à Leipzig

Deux ans plus tard, le 22 août 1795, est mis en place un Institut national des sciences et des arts correspondant aux anciennes académies scientifiques, littéraires et artistiques. La première classe de l'Institut (Sciences physiques et mathématiques) était la plus nombreuse (66 membres sur 144). En 1805, l'Institut national des sciences et des arts déménage dans l'ancien collège des Quatre-Nations, maintenant connu sous le nom de Palais de l'Institut.

### Académie moderne

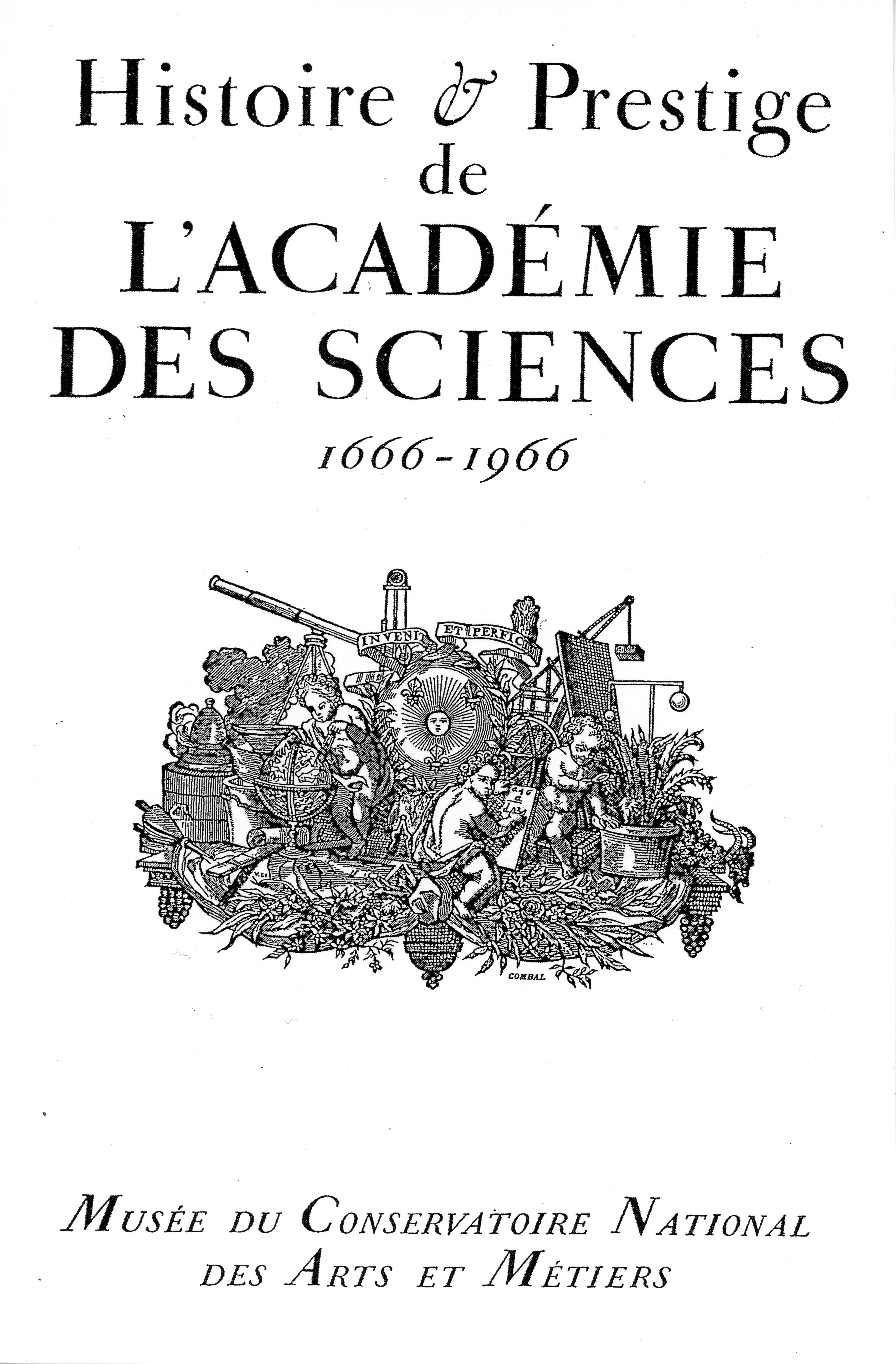
Tricentenaire de l'Académie des Sciences (1666-1966) au musée du Conservatoire National des Arts et Métiers à Paris.

Par l'ordonnance royale du 21 mars 1816, l'Académie des sciences retrouve son autonomie au sein de l'Institut de France réformé ; le chef de l'État reste son protecteur. L'Académie des sciences est organisée en deux grandes divisions comportant chacune des sections : 
- la division des « sciences mathématiques » : géométrie, mécanique, astronomie, géographie et navigation, physique générale ;
- la division des « sciences physiques » : chimie, minéralogie, botanique, économie rurale et art vétérinaire, anatomie et zoologie, médecine et chirurgie.

S'y adjoignent deux secrétaires perpétuels, un pour chacune des divisions, qui ne sont rattachés à aucune section. Par ailleurs (tout comme au sein de l'Académie royale des Belles-Lettres), une classe dite d'« académiciens libres » est créée, celle-ci comporte dix membres qui tout en bénéficiant d'un droit de présence ne touchent pas d'indemnité ; ils sont élus comme les autres académiciens.
Une évolution importante intervient en 1835 : sous l'influence de François Arago, paraissent les premiers numéros des Comptes rendus de l'Académie des sciences qui deviennent un instrument de première importance pour diffuser les travaux des scientifiques français et étrangers.
Au début du XXe siècle, l'Académie connaît un relatif déclin d'activité et d'influence, déjà amorcé pour des raisons démographiques. Face au développement accéléré de la recherche scientifique en France, l'Académie, pour rester fidèle à sa vocation, a dû adapter ses structures et ses missions. Une profonde réforme de ses statuts a été engagée, concernant ses membres et ses missions. Le premier volet de cette réforme, approuvé par décret du 2 mai 2002, a permis l'élection de 26 nouveaux membres. Le deuxième volet de la réforme a été approuvé par le décret du 31 janvier 2003.
La loi de programme pour la recherche no 2006-450 du 18 avril 2006 fait de l'Académie des sciences une personne morale de droit public à statut particulier.
Relevant en mai 2015 que l'Académie ne parvient pas, en raison de désaccords internes, à élaborer un texte sur le changement climatique à l'approche de la COP21, Stéphane Foucart indique que la France est « le seul pays au monde dont l'Académie des sciences débat encore de la responsabilité humaine » dans ce phénomène. Selon le journaliste Daniel Garcia, l'Académie des sciences « est la seule de toutes les académies des sciences de la planète à abriter de virulents climatosceptiques et à ne pas reconnaître la responsabilité humaine dans le réchauffement climatique ». En janvier 2020, l’institution organise pour la première fois un colloque ouvert au grand public sur le changement climatique.

### Sections
L'organisation des sections des deux divisions de sciences suit l'évolution scientifiques et n'est pas donc pas figée dans le temps. En 2021, les différentes sections des deux divisions scientifiques sont organisées autour des disciplines suivantes : 
- Division 1 des sciences mathématiques : Mathématiques, physique, sciences mécaniques et informatiques, sciences de l’univers, intersection des applications des sciences
- Division 2 des sciences naturelles : chimie, biologie moléculaire et cellulaire, génomique, biologie intégrative, biologie humaine et sciences médicales, intersection des applications des sciences

## Missions (extrait des statuts)
L'Académie des sciences, indépendante et pérenne, exerce par l'intermédiaire de ses instances statutaires, services, comités et fondations, les diverses missions qui lui ont été confiées :

### Article1er
L'Académie des sciences de l'Institut de France rassemble des savants français et s'associe des savants étrangers choisis les uns et les autres parmi les plus éminents.

### Article 2
- Elle encourage et protège l'esprit de recherche, et contribue au progrès des sciences et de leurs applications ;
- Elle veille à la qualité de l'enseignement et œuvre pour que les acquis du développement scientifique soient intégrés dans la culture des hommes de notre temps ;
- Elle est attentive au maintien du rôle et de la qualité du langage scientifique français.

### Article 3
L'Académie des sciences participe à la vie scientifique et lui apporte son soutien,
- par la publication, dans les séries scientifiques de ses Comptes rendus, d'articles contribuant à la diffusion du savoir auprès de la communauté scientifique internationale ;
- par la présentation, notamment lors de ses séances publiques, de ses travaux originaux ou d'exposés de synthèse ;
- par l'attribution de prix et de subventions aux chercheurs et auteurs qu'elle juge opportun d'encourager ou de récompenser ;
- par la mise au concours de recherches sur des sujets donnés ;
- par l'organisation de colloques, de préférence sur des thèmes pluridisciplinaires, en coopération ou non avec d'autres classes de l'Institut ou d'autres académies des sciences ;
- par la conservation dans les archives, de documents éclairant l'histoire et les progrès de la pensée scientifique et de plis cachetés pouvant servir à établir l'antériorité d'une découverte[f], l'Académie s'engageant à ne pas les ouvrir avant 100 ans, sauf si le déposant ou ses légataires ayants droit en faisaient la demande. Le dépôt depuis 1735 de ces plis, appelés « paquets » à l'époque, était en général accepté. Face à l'afflux de plis (16 000 entre 1735 et 1983, 18 000 en 2013, une cinquantaine étant déposés par an depuis 1991), une « Commission des plis cachetés » est créée en 1976, sous l'impulsion du secrétaire perpétuel Paul Germain[17].

### Article 4
L'Académie des sciences concourt au développement des relations scientifiques internationales et à la représentation de la science française,
- en maintenant des liens constants avec les autres communautés scientifiques grâce à des Associés étrangers ;
- en établissant avec les académies des sciences étrangères des relations pouvant se traduire par des accords de coopération et d'échange ;
- en assurant la représentation de la France dans les Unions scientifiques internationales au sein du Conseil international des unions scientifiques, et plus généralement dans d'autres organismes internationaux, gouvernementaux, et en s'efforçant d'obtenir à cet effet des pouvoirs publics, des moyens dignes du pays.

### Article 5
L'Académie des sciences entretient une réflexion et une vigilance constantes sur l'organisation de la recherche, de la formation à la recherche et de l'enseignement scientifique, sur les applications des sciences, sur les grandes orientations des programmes, et plus généralement sur toutes questions intéressant la vie scientifique,
- par la désignation, lorsqu'elle y est invitée, de certains de ses membres chargés de la représenter dans les conseils ou dans des comités ;
- par des avis qu'elle donne à la demande d'un ministre sur des nominations dans des grands établissements ;
- par les études qu'elle entreprend de sa propre initiative ou à la demande des pouvoirs publics nationaux ou régionaux, études donnant lieu à la publication de rapports éventuellement destinés à une large diffusion ;
- par la présentation de recommandations, de vœux et de suggestions concernant des problèmes d'intérêt national, assortie éventuellement des démarches nécessaires pour en faire valoir le bien-fondé.

## Publication de l'Académie des sciences
Depuis 1835 et sous l'impulsion de l'astronome François Arago, l'Académie des sciences édite une revue scientifique longtemps rédigée exclusivement en langue française (les articles rédigés en anglais sont désormais acceptés), les Comptes rendus de l'Académie des sciences. La revue est depuis 2002 organisée en sept séries disciplinaires : Mathématique, Mécanique, Physique, Géoscience, Palévol, Chimie et Biologies. À l'origine vecteur de publication rapide de textes relativement courts visant à annoncer des découvertes, la revue publie aujourd'hui toute sorte d'articles évalués par les pairs, sans limite de longueur. Ces articles peuvent être soumis de manière spontanée (série Mathématique), sur demande des rédacteurs en chef et rédacteurs invités (série Biologies), ou selon n'importe lequel de ces deux circuits (séries Mécanique, Physique, Géoscience, Palévol et Chimie).
Contrairement à son homologue américaine, la National Academy of Sciences, qui publie une revue de très haut niveau international, Proceedings of the National Academy of Sciences (PNAS), les différentes séries des Comptes Rendus n'ont, au tournant des années 2020, qu'une assez faible reconnaissance et visibilité scientifique internationales.
Assurée jusque fin 2019 par les éditions Elsevier, la publication des Comptes rendus de l'Académie des sciences est prise en charge depuis début 2020 par le Muséum national d'histoire naturelle pour la série Palévol, et par le Centre Mersenne pour l'édition scientifique ouverte pour les six autres séries. Les articles publiés sont disponibles sous licence CC BY 4.0 selon le modèle éditorial du libre accès diamant, c'est-à-dire sans frais de soumission ou de publication pour les auteurs ou leurs institutions.

## Archives de l'Académie
L'Académie des sciences a toujours eu le souci de préserver sa mémoire. Mais il a fallu attendre les années 1880 pour voir se constituer – et, pour les périodes les plus anciennes, se reconstituer – les collections dont elle peut s'enorgueillir.
Des fonds datant, pour certains d'entre eux, de la création de l'Académie sont conservés au service des archives :
- procès-verbaux des séances, dont les plus anciens datent de 1666 et dont la longue suite continue jusqu'à notre époque ;
- nombreux mémoires, rapports, lettres, manuscrits de toutes sortes, lus ou présentés au cours des séances et rassemblés en dossiers, dits pochettes des séances, classés chronologiquement ;
- dossiers biographiques qui concernent tous les savants ayant appartenu à l'Académie depuis sa création. Ils comportent des pièces manuscrites, des documents iconographiques et de la documentation ;
- dossiers des prix. La mission de décerner des prix est apparue en 1720. Des prix ont par la suite été créés par de nombreux donateurs ;
- dépôts cachetés, procédure remontant au XVIIIe siècle qui permet aux auteurs de garantir leurs droits quant à l'antériorité d'une découverte ;
- papiers des Comités et Commissions, créés à l'Académie pour étudier des questions scientifiques ou pour assurer des responsabilités administrative ;
- un fonds important d'archives personnelles. L'un des fonds les plus remarquables est celui d'Antoine Laurent Lavoisier dont les papiers constituent une source de première importance pour les historiens de la chimie et pour les historiens de la vie politique et économique du XVIIIe siècle. D'autres fonds sont tout aussi prestigieux : Pierre Louis Maupertuis, René-Antoine Ferchault de Réaumur, André-Marie Ampère, Gilles Personne de Roberval, Jean-Baptiste Dumas. Sont venus s'y adjoindre des archives de scientifiques contemporains comme Pierre Duhem, Louis de Broglie, Élie Cartan, Henry Le Chatelier, Émile Borel, André Weil, Louis Néel.

Les Archives de l'Académie conservent aussi des sources imprimées, comme les divers recueils de l'Académie royale des Sciences, la collection des Comptes rendus de l'Académie des sciences, créés en 1835, numérisés par la Bibliothèque nationale de France, ainsi qu'une importante collection de portraits, de bustes, de médailles et de médaillons, souvent signés de grands artistes.
Le Comité Lavoisier, créé en 1948 et réorganisé en 1980, est chargé de publier la correspondance de Lavoisier pour faire suite à l'édition des œuvres de Lavoisier réalisée de 1862 à 1896. Le volume VI (1789-1791) a été publié en 1997. Une base de données informatisée, Panopticon, présente le catalogue général des papiers de Lavoisier.

## Histoire de la gouvernance

### Présidence
La Présidence de l'Académie des sciences a été tenue par les personnes suivantes :
XVIIIe siècle
- 1699-1700 : Jean-Paul Bignon
- 1701 : Sébastien le Prestre de Vauban
- 1702 : Jean-Paul Bignon
- 1703 : Camille Le Tellier de Louvois
- 1704 : Jean-Paul Bignon
- 1705 : Sébastien le Prestre de Vauban
- 1706 : Philippe de Courcillon de Dangeau
- 1707 : Jean-Paul Bignon
- 1708 : Camille Le Tellier de Louvois
- 1709-1710 : Jean-Paul Bignon
- 1711 : Thomas Gouye
- 1712 : Jean-Paul Bignon
- 1713 : Victor Marie d'Estrées
- 1714 : Jean-Paul Bignon
- 1715 : Bernard d'Eliçagaray dit Renau
- 1716-1717 : Jean-Paul Bignon
- 1718 : Melchior de Polignac
- 1719 : Jean-Paul Bignon
- 1720 : Jean-Baptiste Colbert de Torcy
- 1721 : Jean-Paul Bignon
- 1722 : Melchior de Polignac
- 1723 : Guillaume Dubois
- 1724 : Camille de Tallard
- 1725 : André Hercule de Fleury
- 1726 : Jean-Paul Bignon
- 1727 : André Hercule de Fleury
- 1728 : Jean Frédéric de Maurepas
- 1729 : Henri François d'Aguesseau
- 1730 : Jean René de Longueil
- 1731 : Marc-Pierre de Voyer d'Argenson
- 1732 : Jean-Paul Bignon
- 1733 : Melchior de Polignac
- 1734 : Jean-Paul Bignon
- 1735 : Louis François Armand de Richelieu
- 1736 : Jean-Baptiste Colbert de Torcy
- 1737 : Jean Frédéric de Maurepas
- 1738-1739 : André Hercule de Fleury
- 1740 : Jean Frédéric de Maurepas
- 1741 : Marc Pierre de Voyer de Paulmy d'Argenson
- 1742 : Louis Ier Phélypeaux de La Vrillière
- 1743 : Jean-Baptiste Colbert de Torcy
- 1744 : Jean-Jacques Amelot de Chaillou
- 1745 : Daniel-Charles Trudaine
- 1746 : Michel Ferdinand de Chaulnes
- 1747 : Armand Louis de Vignerot du Plessis d'Aiguillon
- 1748 : Louis Ier Phélypeaux de La Vrillière
- 1749 : Jean-Jacques Amelot de Chaillou
- 1750 : Michel Ferdinand de Chaulnes
- 1751 : Yves Marie Desmarets de Maillebois
- 1752 : Chrétien Guillaume de Lamoignon de Malesherbes
- 1753 : Antoine Louis Rouillé
- 1754 : Marc Pierre de Voyer de Paulmy d'Argenson
- 1755-1756 : Louis Ier Phélypeaux de La Vrillière
- 1757 : Jean Moreau de Séchelles
- 1758 : Paul d'Albert de Luynes
- 1759 : Michel Ferdinand de Chaulnes
- 1760 : Chrétien Guillaume de Lamoignon de Malesherbes
- 1761 : Daniel-Charles Trudaine
- 1762 : Louis Ier Phélypeaux de La Vrillière
- 1763 : Charles-François-César Le Tellier de Montmirail
- 1764 : Exupère Joseph Bertin
- 1765 : Chrétien Guillaume de Lamoignon de Malesherbes
- 1766 : Philibert Trudaine de Montigny
- 1767 : Antoine-René de Voyer de Paulmy d'Argenson
- 1768 : Louis Ier Phélypeaux de La Vrillière
- 1769 : François-César Le Tellier de Courtanvaux
- 1770 : Exupère Joseph Bertin
- 1771 : Yves Marie Desmarets de Maillebois
- 1772 : Antoine-René de Voyer de Paulmy d'Argenson
- 1773 : Philibert Trudaine de Montigny
- 1774 : Louis Ier Phélypeaux de La Vrillière
- 1775 : François-César Le Tellier de Courtanvaux
- 1776 : Yves Marie Desmarets de Maillebois
- 1777 : Philibert Trudaine de Montigny
- 1778 : Antoine-René de Voyer de Paulmy d'Argenson
- 1779 : Antoine-Jean Amelot de Chaillou
- 1780 : Jean-Louis-Paul-François de Noailles
- 1781 : Chrétien Guillaume de Lamoignon de Malesherbes
- 1782 : Yves Marie Desmarets de Maillebois
- 1783 : Jean Baptiste Gaspard Bochart de Saron
- 1784 : Louis Alexandre de La Rochefoucauld
- 1785 : Jean-Louis-Paul-François de Noailles
- 1786 : Yves Marie Desmarets de Maillebois
- 1787 : Louis Auguste Le Tonnelier de Breteuil
- 1788 : Jean Baptiste Gaspard Bochart de Saron
- 1789 : Étienne-Charles de Loménie de Brienne
- 1790 : César Henri de La Luzerne
- 1791 : Charles Eugène Gabriel de La Croix de Castries
- 1792 : Jean-Louis-Paul-François de Noailles
- 1793 : Jean d'Arcet
- 1794 : Poste vacant

Passage au calendrier révolutionnaire 
- 1e sem. an IV (1795-1796) : Joseph-Louis Lagrange
- 2e sem. an IV (1796) : Pierre-Simon de Laplace
- 1e sem. an V (1796-1797) : Jean-Charles de Borda
- 2e sem. an V (1797) : Charles-René de Fourcroy de Ramecourt
- 1e sem. an VI (1797-1798) : Bernard-Germain de Lacépède
- 2e sem. an VI (1798) : Charles Bossut
- 1e sem. an VII (1798-1799) : Antoine-Laurent de Jussieu
- 2e sem. an VII (1799) : Jacques Antoine Joseph Cousin
- 1e sem. an VIII (1799-1800) : Raphaël Bienvenu Sabatier

XIXe siècle
- 2e sem. an VIII (1800) : Napoléon Bonaparte
- 1e sem. an IX (1800-1801) : Claude Louis Berthollet
- 2e sem. an IX (1801) : Charles-Augustin Coulomb
- 1e sem. an X (1801-1802) : René Just Haüy
- 2e sem. an X (1802) : Gaspard Monge
- An XI (1802-1803) : Jean Antoine Chaptal
- An XII (1803-1804) : Lazare Carnot
- An XIII (1804-1805) : René Desfontaines
- An XIV (1805-1806) : Adrien-Marie Legendre
- 1807 : Louis-Bernard Guyton-Morveau
- 1808 : Louis Antoine de Bougainville
- 1809 : Jacques Tenon
- 1810 : Gaspard de Prony
- 1811 : Bernard-Germain de Lacépède
- 1812 : Pierre-Simon de Laplace
- 1813 : Jean Noël Hallé
- 1814 : Louis Lefèvre-Gineau
- 1815 : Jean-Baptiste Huzard
- 1816 : Jacques Alexandre César Charles
- 1817 : Louis Ramond de Carbonnières
- 1818 : Élisabeth-Paul-Édouard de Rossel
- 1819 : Nicolas-Louis Vauquelin
- 1820 : Jacques-Noël Sané
- 1821 : Pierre-François Percy
- 1822 : Louis Gay-Lussac
- 1823 : Louis Jacques Thénard
- 1824 : François Arago
- 1825 : Jean Chaptal
- 1826 : Siméon Denis Poisson
- 1827 : Alexandre Brongniart
- 1828 : Pierre Louis Dulong
- 1829 : Charles-François Brisseau de Mirbel
- 1830 : Pierre Simon Girard
- 1831 : André Marie Constant Duméril
- 1832 : Sylvestre François Lacroix
- 1833 : Étienne Geoffroy Saint-Hilaire
- 1834 : Louis Gay-Lussac
- 1835 : Augustin de Saint-Hilaire
- 1836 : Charles Dupin
- 1837 : François Magendie
- 1838 : Antoine César Becquerel
- 1839 : Eugène Chevreul
- 1840 : Siméon Denis Poisson
- 1840 : Jean Victor Poncelet
- 1841 : Étienne Serres
- 1842 : Jean Victor Poncelet
- 1843 : Jean-Baptiste Dumas
- 1844 : Charles Dupin
- 1845 : Léonce Élie de Beaumont
- 1846 : Claude-Louis Mathieu
- 1847 : Adolphe Brongniart
- 1848 : Claude Pouillet
- 1849 : Jean-Baptiste Boussingault
- 1850 : Louis Isidore Duperrey
- 1851 : Pierre Rayer
- 1852 : Guillaume Piobert
- 1853 : Adrien de Jussieu
- 1853-1854 : Charles Combes
- 1855-1856 : Jacques Philippe Marie Binet
- 1856-1857 : Isidore Geoffroy Saint-Hilaire
- 1858 : César Despretz
- 1859 : Henri Hureau de Sénarmont
- 1860 : Michel Chasles
- 1861 : Henri Milne Edwards
- 1862 : Jean-Marie Duhamel
- 1863 : Alfred Velpeau
- 1864 : Arthur Morin
- 1865 : Joseph Decaisne
- 1866 : Paul Auguste Ernest Laugier
- 1867 : Michel-Eugène Chevreul
- 1868 : Charles-Eugène Delaunay
- 1869 : Claude Bernard
- 1870 : Joseph Liouville
- 1871 : Victor Coste
- 1872 : Hervé Faye
- 1873 : Jean Louis Armand de Quatrefages de Bréau
- 1874 : Joseph Bertrand
- 1875 : Edmond Frémy
- 1876 : François-Edmond Pâris
- 1877 : Eugène-Melchior Péligot
- 1878 : Hippolyte Fizeau
- 1879 : Gabriel Auguste Daubrée
- 1880 : Edmond Becquerel
- 1881 : Charles Adolphe Wurtz
- 1882 : Jules Jamin
- 1883 : Émile Blanchard
- 1884 : Eugène Rolland
- 1885 : Henri Bouley
- 1886 : Edmond Jurien de La Gravière
- 1887 : Léon Gosselin
- 1887-1888 : Jules Janssen
- 1889 : Alfred des Cloizeaux
- 1890 : Charles Hermite
- 1891 : Pierre Étienne Simon Duchartre
- 1892 : Antoine d'Abbadie
- 1893 : Henri de Lacaze-Duthiers
- 1894 : Maurice Loewy
- 1895 : Étienne-Jules Marey
- 1896 : Alfred Cornu
- 1897 : Gaspard Adolphe Chatin
- 1898 : Charles Wolf
- 1899 : Philippe Van Tieghem

XXe siècle
- 1900 : Maurice Levy
- 1901 : Ferdinand André Fouqué
- 1902 : Anatole Bouquet de La Grye
- 1903 : Albert Gaudry
- 1904 : Éleuthère Mascart
- 1905 : Louis Joseph Troost
- 1906 : Henri Poincaré
- 1907 : Auguste Chauveau
- 1908 : Henri Becquerel
- 1908-1909 : Charles Bouchard
- 1910 : Émile Picard
- 1911 : Armand Gautier
- 1912 : Gabriel Lippmann
- 1913 : Félix Guyon
- 1914 : Paul Appell
- 1915 : Edmond Perrier
- 1916 : Camille Jordan
- 1917 : Arsène d'Arsonval
- 1918 : Paul Painlevé
- 1919 : Léon Guignard
- 1920 : Henri Deslandres
- 1921 : Clément Georges Lemoine
- 1922 : Émile Bertin
- 1923 : Albin Haller
- 1924 : Guillaume Bigourdan
- 1925 : Eugène Louis Bouvier
- 1926 : Charles Lallemand
- 1927 : Charles Barrois
- 1928 : Maurice Hamy
- 1929 : Louis Mangin
- 1930 : Léon Lecornu
- 1931 : Louis de Launay
- 1932 : Robert Bourgeois
- 1933 : Charles Richet
- 1934 : Émile Borel
- 1935 : Pierre Augustin Dangeard
- 1936 : Jean Perrin
- 1937 : Emmanuel Leclainche
- 1938 : Aimé Cotton
- 1939 : Auguste Béhal
- 1940 : Georges Perrier
- 1941 : Hyacinthe Vincent
- 1942 : Ernest Esclangon
- 1943 : Gabriel Bertrand
- 1944 : Charles Maurain
- 1945 : Maurice Caullery
- 1946 : Élie Cartan
- 1947 : Louis Blaringhem
- 1948 : Henri Villat
- 1949 : Charles Jacob
- 1950 : Gaston Julia
- 1951 : Maurice Javillier
- 1952 : Albert Caquot
- 1953 : Auguste Chevalier
- 1954 : Maurice de Broglie
- 1955 : Louis Fage
- 1956 : Armand de Gramont
- 1957 : Léon Binet
- 1958 : Paul Montel
- 1959 : Albert Portevin
- 1960 : Émile-Georges Barrillon
- 1961 : Louis Hackspill
- 1962 : Arnaud Denjoy
- 1963 : Roger Heim
- 1964 : Georges Poivilliers
- 1965 : Jacques Tréfouël
- 1966 : Maurice Roy
- 1967 : Pierre-Paul Grassé
- 1968 : André Couder
- 1969 : René Dujarric de la Rivière
- 1970 : Pierre Tardi
- 1971 : Georges Chaudron
- 1972 : Roger Brard
- 1973 : Jean Piveteau
- 1974 : Jean-Jacques Trillat
- 1975-1976 : Maurice Fontaine
- 1977-1978 : Jean Coulomb
- 1979-1980 : Roger Jean Gautheret
- 1981-1982 : Pierre Jacquinot
- 1983-1984 : Jean Bernard
- 1985-1986 : André Blanc-Lapierre
- 1987-1988 : Alain Horeau
- 1989-1990 : Jean Aubouin
- 1991-1992 : Jean Hamburger
- 1992-1994 : Jacques Friedel
- 1995-1996 : Marianne Grunberg-Manago
- 1997-1998 : Jacques-Louis Lions

XXIe siècle
- 1999-2000 : Guy Ourisson
- 2001-2002 : Hubert Curien
- 2003-2004 : Étienne-Émile Baulieu
- 2005-2006 : Édouard Brézin
- 2007-2008 : Jules Hoffmann
- 2009-2010 : Jean Salençon
- 2011-2012 : Alain Carpentier
- 2013-2014 : Philippe Taquet
- 2015-2016 : Bernard Meunier
- 2017-2018 : Sébastien Candel
- 2019-2020 : Pierre Corvol
- 2021-2022 : Patrick Flandrin
- 2023-2024 : Alain Fischer
- 2025-2026 : Françoise Combes

### Secrétaires et secrétaires perpétuels 1666-1793
Les secrétaires et secrétaires perpétuels de 1666 à 1793 ont été :
- 1666-1668 : Jean-Baptiste Du Hamel
- 1668-1669 : Jean Gallois
- 1670-1697 : Jean-Baptiste Du Hamel
- 1697-1740 : Bernard Le Bovier de Fontenelle
- 1741-1743 : Jean-Jacques Dortous de Mairan
- 1743-1776 : Jean-Paul Grandjean de Fouchy
- 1776-1793 : Nicolas de Condorcet

#### Première section
Les secrétaires pour les Sciences mathématiques puis mathématiques et physiques ont été :
- 1803-1822 : Jean-Baptiste Joseph Delambre
- 1822-1830 : Joseph Fourier
- 1830-1853 : François Arago
- 1853-1874 : Élie de Beaumont
- 1874-1900 : Joseph Bertrand
- 1900-1917 : Gaston Darboux
- 1917-1942 : Émile Picard
- 1942-1975 : Louis de Broglie
- 1975-1996 : Paul Germain
- 1996-2010 : Jean Dercourt
- 2011-2018 : Catherine Bréchignac[23]
- depuis le 1er janvier 2019 : Étienne Ghys[24]

#### Deuxième section
Les secrétaires pour les Sciences physiques puis chimiques et naturelles ont été :
- 1795-1797 : Bernard Étienne de Lacepède (bureau provisoire en 1795-1796)
- 1797-1799 : Pierre Lassus
- 1799-1801 : Georges Cuvier
- 1801-1803 : Bernard Étienne de Lacepède
- 1803-1832 : Georges Cuvier
- 1832-1833 : Pierre Louis Dulong
- 1833-1868 : Pierre Flourens
- 1868-1884 : Jean-Baptiste Dumas
- 1884-1986 : Jules Jamin
- 1886-1887 : Alfred Vulpian
- 1887-1889 : Louis Pasteur
- 1889-1907 : Marcelin Berthelot
- 1907-1908 : Albert de Lapparent
- 1908-1909 : Henri Becquerel
- 1908-1914 : Philippe Van Tieghem
- 1914-1948 : Alfred Lacroix
- 1948-1986 : Robert Courrier
- 1986-1991 : Alfred Jost
- 1991-2001 : François Gros
- 2001-2006 : Nicole Le Douarin
- 2006-2015 : Jean-François Bach
- 2016-2021 : Pascale Cossart
- Depuis 2022 : Antoine Triller

## Membres
Tableau détaillé des membres de l'Académie des sciences

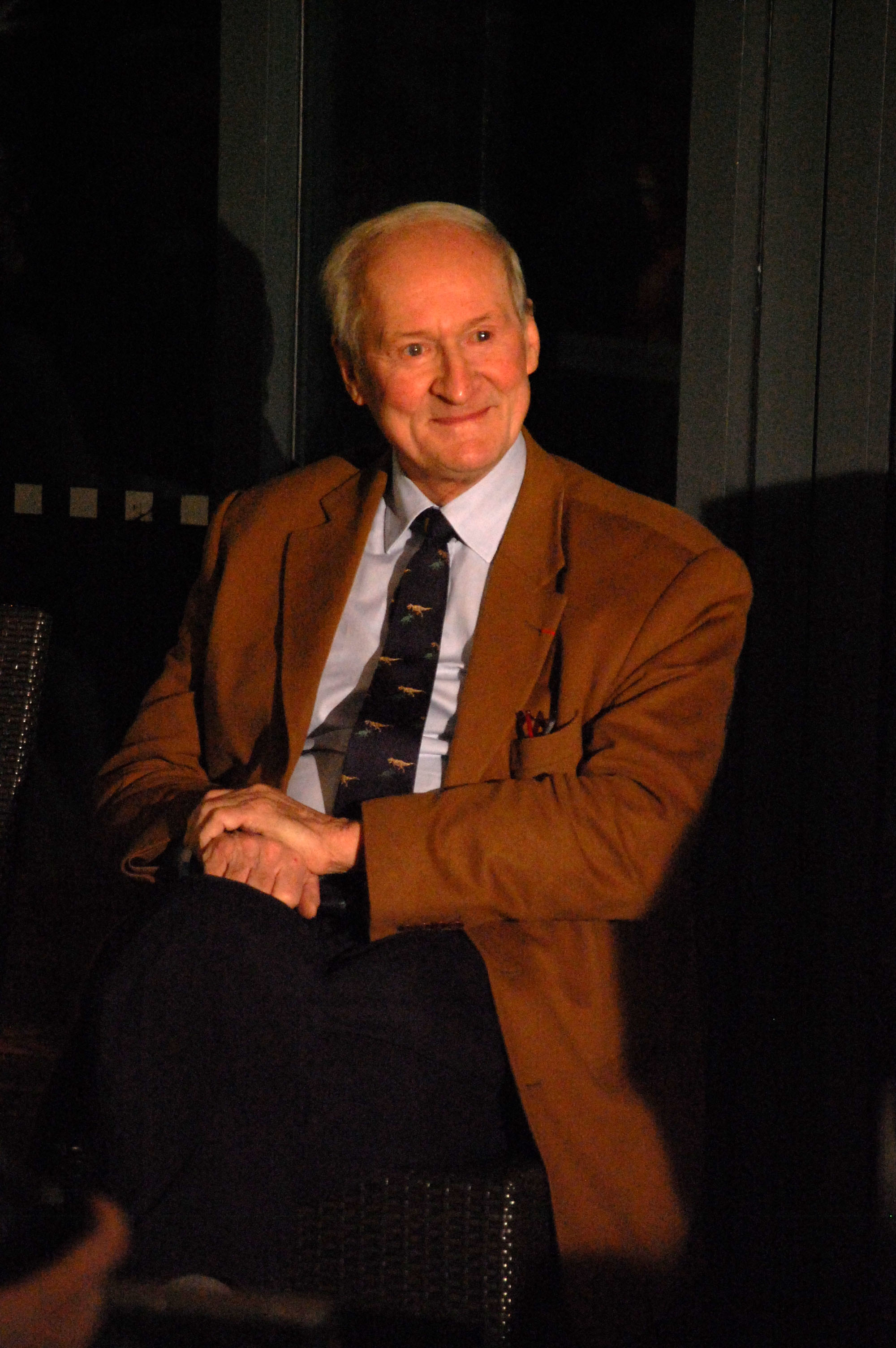
Philippe Taquet, président de l'Académie des sciences pour la période 2013-2014.

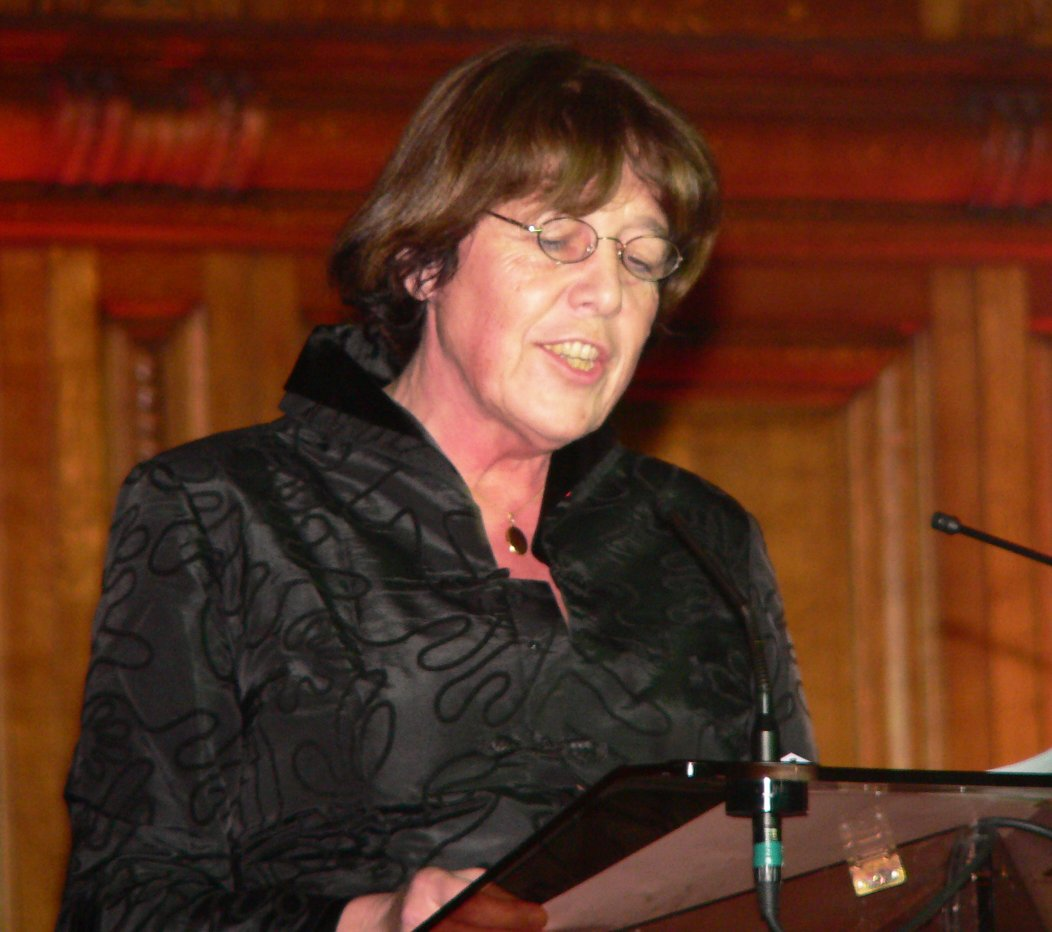
Catherine Bréchignac, secrétaire perpétuelle, première section : mathématiques, physique et sciences de l'univers pour la période 2011-2018.

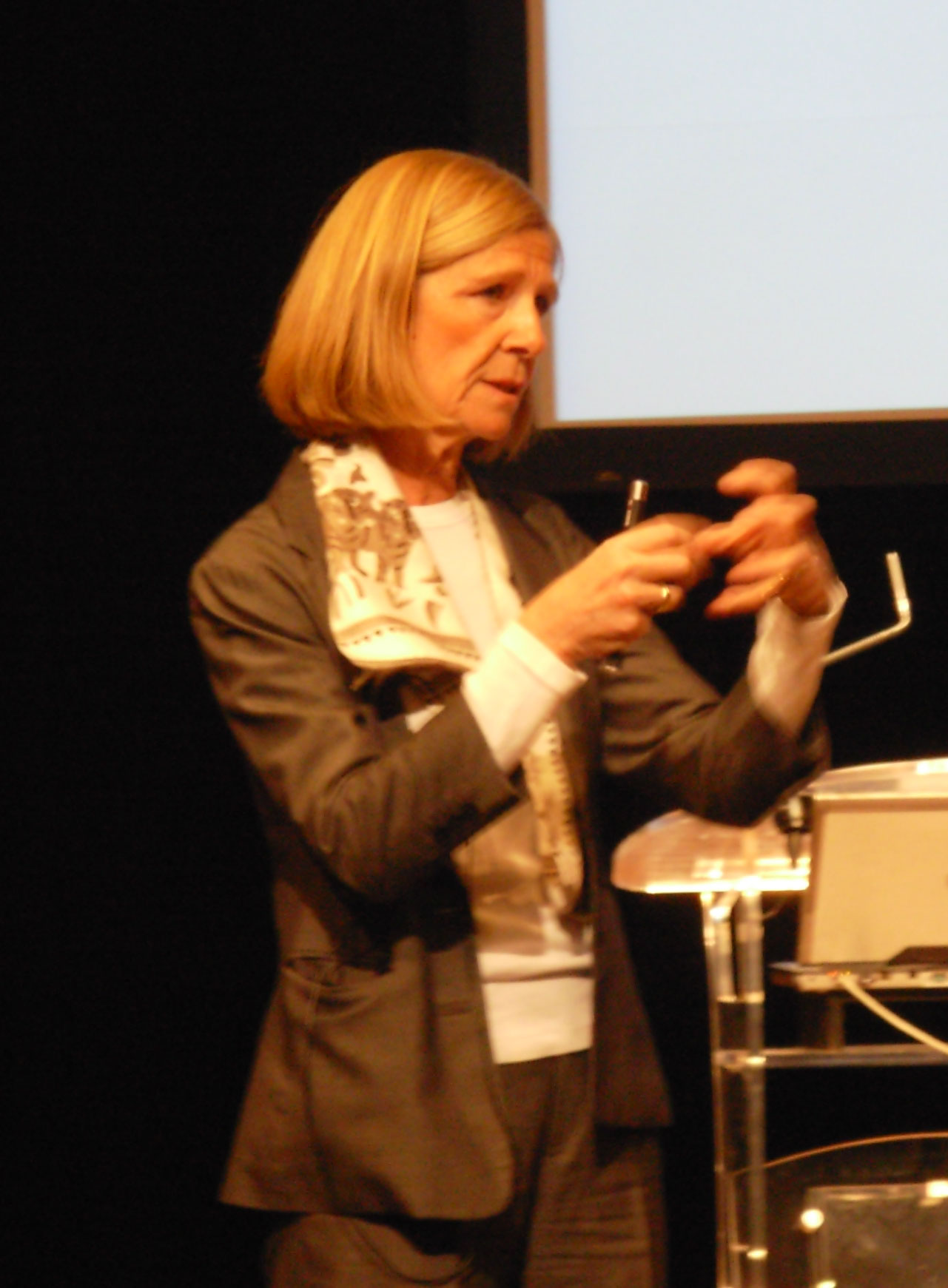
Pascale Cossart, secrétaire perpétuelle, deuxième section : chimie, biologie et médecine pour la période 2016-2022.

L'Académie des sciences se compose de « membres », « d'associés étrangers » et de « correspondants ». Les membres sont répartis en plusieurs sections. Ces sections appartiennent à l'une des deux divisions (Sciences mathématiques, physiques et leurs applications ; et Sciences chimiques, naturelles, biologiques et médicales et leurs applications), chacune d'elles ayant son propre secrétaire perpétuel. Il existe de plus une intersection des applications des sciences.
L'académie procède par cooptation pour choisir ses membres et les élections ont lieu tous les trois ans.
L'article 18 des statuts de l'Académie limite à 250 le nombre de membres âgés de moins de 75 ans (dit « effectif de référence »). Ceux qui ont plus de 5 ans d'ancienneté et qui passent l'âge des 75 ans restent membres, sans être comptés dans l'effectif de référence.
En outre, depuis 2002, « La moitié au moins des postes ouverts à chaque session étant réservée à des candidats âgés de 55 ans au plus au 1er janvier de l'année de l'élection. ».
Liste des 281 membres, 117 associés étrangers et 58 correspondants titulaires en octobre 2023
A : Serge Abiteboul ~ Ian Affleck ~ Yves Agid ~ Francis Albarède ~ Claude Allègre ~ Geneviève Almouzni ~ Christian Amatore ~ Sebastian Amigorena ~ Nalini Anantharaman ~  Roy M. Anderson ~ Jean-Claude André ~ Corinne Antignac ~ Alain Aspect ~ Didier Astruc ~ Pierre Auger ~ Nicholas Ayache
B : François Baccelli ~ Francis Bach  ~ George Edward Backus ~ Roger Balian ~ Sébastien Balibar ~ John M. Ball ~ Laure Bally-Cuif ~ David Baltimore ~ Beatriz Barbuy ~ Édouard Bard ~ Françoise Barré-Sinoussi ~ Agnès Barthélémy ~ Jean-Marie Basset ~ Étienne-Émile Baulieu ~ Michel Beaudouin-Lafon ~ Jean-Paul Behr ~ Alim-Louis Benabid ~ Christophe Benoist (d) ~ Alain Benoît ~ Alain Bensoussan ~ Pierre Benveniste ~ André Berger ~ Claude Berrou ~ Gérard Berry ~ Alain Berthoz ~ Guy Bertrand ~ Mustapha Besbes (d) ~ Gérard Biau ~ Albert Bijaoui ~ Jean-Michel Bismut ~ René Blanchet ~ Sylvain Blanquet (d) ~ Jacqueline Bloch ~ Joël Bockaert ~ Enrico Bombieri ~ Jean-Louis Bonnemain ~ Jean-Michel Bony ~ Jean-Philippe Bouchaud ~ Hélène Bouchiat ~ Marie-Anne Bouchiat ~ Alain Boudet ~ Thomas Bourgeron ~ Mireille Bousquet-Mélou ~ Azzedine Bousseksou ~ John Michael Brady (en) ~  Pierre Braunstein ~ Yves Bréchet ~ Catherine Bréchignac ~ Édouard Brézin ~ Haïm Brezis ~ Gérard Bricogne (en) ~ Margaret Buckingham ~ Annalisa Buffa
C : Bernard Cabane ~ Jacques Caen (d) ~ Éric Calais ~ Curtis G. Callan ~ Michel Campillo ~ Sébastien Candel ~ Marie-Paule Cani ~ Anne Canteaut ~ Nicole Capitaine ~ Lennart Carleson ~ Edgardo D. Carosella ~ Alain Carpentier ~ Bernard Castaing (d) ~ Giacomo Cavalli ~ Anny Cazenave ~ Catherine Cesarsky ~ Pierre Chambon ~ Jean-Pierre Changeux ~ Marie-Lise Chanin ~ Patrick Charnay ~ Emmanuelle Charpentier ~ Bruno Chaudret ~ Alain Chédotal ~ Karine Chemla ~ Zhu Chen ~ Daniel Choquet ~ Yvonne Choquet-Bruhat ~ Joanne Chory ~  Isabelle Chuine ~ Philippe Ciais ~ Philippe Ciarlet ~ Paul Clavin ~ Hans Clevers (en) ~ Claude Cohen-Tannoudji ~ Françoise Combes ~ Geneviève Comte-Bellot ~ Alain Connes ~ Max Cooper ~ Umberto Cordani ~ Avel·lí Corma Canós (en) ~ Jean-Michel Coron ~ Pierre Corvol ~ Suzanne Cory ~ Dominique Costagliola ~ Pascale Cossart~ Rosa Cossart ~ Janine Cossy ~ Vincent Courtillot ~ Patrick Couvreur ~ François Cuzin
D : Jean Dalibard ~ Thibault Damour ~ Antoine Danchin ~ Pierre Darriulat ~ Ingrid Daubechies ~ Robert Dautray ~ Guy David ~ Michel Davier ~ Claude Debru ~ Laurent Degos ~ Stanislas Dehaene ~ Véronique Dehant ~ Paul Deheuvels ~ Anne Dejean-Assémat ~ Pierre Deligne ~ Michel Delseny ~ Jean-Pierre Demailly ~ Jean Dénarié ~ Bernard Derrida ~ Peter Dervan (en) ~ Pierre Deslongchamps ~ Michel Devoret ~ Sandra Diaz ~ Simon Donaldson ~ Olivier Donard ~ David L. Donoho ~ Ann Patricia Dowling ~ Vladimir Drinfeld ~ Denis Duboule ~ Bérengère Dubrulle ~ Michel Duflo ~ Bernard Dujon ~ Catherine Dulac ~ Christian Dumas ~ Hugo Duminil-Copin ~ Jean-Claude Duplessy ~ Georges Duvaut
E : Thomas Ebbesen ~ Stuart Edelstein ~ Jean-Marc Egly ~ Frank Eisenhauer (en) ~ Odile Eisenstein ~ Pierre Encrenaz ~ Anne Ephrussi ~ Daniel Esteve
F : Anne Fagot-Largeault ~ Michel Fardeau ~ Olivier Faugeras ~ Stéphan Fauve ~ Pierre Fayet ~ Albert Fert ~ Mathias Fink ~ Alain Fischer ~ Patrick Flandrin ~ Marc Fontecave ~ Samuel Forest ~ François Forget ~ Philippe Di Francesco (en)~ Uriel Frisch
G : Antonio Garcia-Bellido ~ Sonia Garel ~ Josselin Garnier ~ Olivier Gascuel ~ Susan Gasser ~ Reinhard Genzel ~ Antoine Georges ~ Étienne Ghys ~ Thierry Giamarchi ~ Fabiola Gianotti ~ Jean Girard ~ Jean-Yves Girard ~ Tatiana Giraud ~ Maurice Goldman ~ John Goodenough ~ Timothy Gowers ~ Denis Gratias ~ Mikhaïl Gromov ~ Jean-Pierre Grünfeld ~ Leonard Guarente (en) ~ Robert Guillaumont ~ Roger Guillemin ~ Alice Guionnet ~ John Gurdon
H : Edith Heard ~ Martin Hairer ~  Michel Haïssaguerre ~ Theodor Hänsch ~ Serge Haroche ~ Olivier Hermine ~ Heisuke Hironaka ~ Jules Hoffmann ~ Anne Houdusse-Juillé ~ Patrick Huerre ~ Gérard Huet ~ Jean-Paul Hurault (d)
I : Jean Iliopoulos ~ Michel Imbert ~ Gérard Iooss ~ Alain Israël
J : Hervé Jacquet ~ Philippe Janvier ~ Claude Jaupart ~ Yves Jeannin ~ Denis Jerome ~ Pierre Joliot ~ Jean Jouzel
K : Henri Kagan ~ Eric Kandel ~ Daniel Kaplan ~ Katalin Karikó ~ Richard Karp ~ Éric Karsenti ~ Masaki Kashiwara ~ Anne-Marie Kermarrec ~ Brigitte Kieffer ~ Mary-Claire King ~ Nicole King ~ Sergiu Klainerman ~ Daniel Kleppner ~ Bernard Kloareg (d) ~ Paul Knochel ~ Donald Knuth ~ Maxim Kontsevich ~ Alberto Kornblihtt (en) ~ Vladimir Kotliakov ~ Philippe Kourilsky
L : Antoine Labeyrie ~ Laurent Lafforgue ~ Vincent Lafforgue ~ Anne-Marie Lagrange ~ Jean-Yves Lallemand ~ Kurt Lambeck ~ Jacques Laskar ~ Gérard Laumon ~ Guy Laval ~ Patrick Lavelle (d) ~ Sandra Lavorel ~ Peter Lax ~ Michel Lazdunski ~ Gilles Lebeau ~ Denis Le Bihan ~ Jean-Baptiste Leblond ~ Jean-Dominique Lebreton ~ Thomas Lecuit ~ Yann Le Cun ~ Nicole Le Douarin ~ Gérard Le Fur ~ Jean-François Le Gall ~ Jean-Marie Lehn ~ Ludwik Leibler ~ Yvon Le Maho ~ Michel Le Moal ~ Jean-Louis Le Mouël (en) ~ Pierre Léna ~ Gilbert Lenoir (d) ~ Pierre Léopold ~ Jean-Bernard Le Pecq (d) ~ Jean-Antoine Lepesant ~ Xavier Le Pichon ~ Henri Leridon ~ Xavier Leroy ~ Hervé Le Treut ~ Claude Lévi ~ Anne L'Huillier ~ Ta-Tsien Li ~ Albert Libchaber ~ Amable Liñán ~ Pierre-Louis Lions ~ Jacques Livage ~ Rodolfo Llinas ~ Daniel Louvard ~ Jacques Lucas ~ Henry de Lumley-Woodyear
M : Odile Macchi ~ Bernard Mach (d) ~ Bernard Malgrange ~ Bernard Malissen ~ Stéphane Mallat ~ Jacques Mallet ~ Jean-Louis Mandel ~ Daniel Mansuy ~ Ilan Marek ~ Charles-Michel Marle ~ Andrée Marquet ~ Ghislain de Marsily ~ Claire Mathieu ~ Christophe Maurel (d) ~ Bertrand Maury ~ Michel Mayor ~ Marcel Méchali ~ Patrick Mehlen ~ Matthew Meselson (en) ~ Frank Merle ~ Bernard Meunier ~ Dominique Meyer ~ Yves Meyer ~ Elliot Meyerowitz (en) ~ Jan Michalski (d) ~ Jean-François Minster (d) ~ Nicolas Moës (d) ~ Keith Moffatt ~ Dino Moras ~ Philippe Morat ~ Alessandro Morbidelli ~  René Moreau  ~ 
Éric Moulines ~ Arnold Munnich ~ James Murray
N : Báo Châu Ngô ~ Miguel Nicolelis (en) ~ María Ángela Nieto Toledano ~ Gustav Nossal (en) ~ Arlette Nougarède ~ Christiane Nüsslein-Volhard
O : Hélène Olivier-Bourbigou ~ Satoshi Ōmura ~ Luis Oro Giral (en)
P : Svante Pääbo ~ Nathalie Palanque-Delabrouille ~ Jacob Palis ~ Giorgio Parisi ~ Eva Pebay-Peyroula ~ Marc Pélegrin (d) ~ Georges Pelletier ~ Pierre Perrier ~ Guy Perrin (d) ~ Benoit Perthame ~ Christine Petit ~ Richard Peto ~ Bernard Picinbono ~ Charles Pilet ~ Olivier Pironneau ~ Gilles Pisier ~ Thierry Poinsot ~ Jean-Paul Poirier ~ Alexander Polyakov ~ Yves Pomeau ~ Michel Pouchard ~ Jacques Pouysségur ~ Alain Prochiantz ~ Jacques Prost ~ Jean-Loup Puget
Q : Yves Quéré ~ Lluis Quintana-Murci
R : Michael Rabin ~ Miroslav Radman ~ T. V. Ramakrishnan (en) ~ Jean-Pierre Ramis ~ Chintamani Rao ~ Bernard Raveau ~ Pierre-Arnaud Raviart (d) ~ Paul-Henri Rebut ~ Serge Renaudin ~ Félix Rey (d) ~ James Rice ~ Daniel Ricquier ~ Giacomo Rizzolatti ~ Henri Rochefort ~ Herbert W. Roesky (en) ~ Michel Rohmer ~ Barbara Romanowicz ~ Bernard Roques ~ Jean Rosa (d) ~ Jean Rossier ~ Daniel Rouan ~ Pierre Rouchon ~ François Rougeon (d) ~ Didier Roux ~ David Ruelle
S : David Sabatini (es) ~ José-Alain Sahel ~ Laure Saint-Raymond ~ Jean Salençon ~ Christophe Salomon ~  Bengt Samuelsson ~ Clément Sanchez (d) ~
Évariste Sanchez-Palencia ~ Philippe Sansonetti ~ Philippe Sautet ~ Jean-Pierre Sauvage ~ Jean-Charles Schwartz ~ Maxime Schwartz ~ Pascale Senellart ~ André Sentenac ~ Jean-Pierre Serre ~ Sason Shaik (d) ~ Adi Shamir ~  Joseph Sifakis ~ Arndt Simon (en) ~ Patrice Simon ~ Pierre Sinaÿ ~ Georges Slodzian (d) ~ Susan Solomon ~ Christophe Soulé ~ Nicola Spaldin ~ Erich Spitz ~ Mathias Springer (d) ~ Nils Christian Stenseth (en) ~ Eva Stukenbrock (d) ~ Pierre Suquet ~ Subra Suresh (en)
T : Michel Talagrand ~ Paul Tapponnier ~ Philippe Taquet ~ Jean-Marie Tarascon ~ Luc Tartar ~ Roger Temam ~ Hugues de Thé ~  Michel Thellier ~ Jean-Paul Thiery ~ Gerard 't Hooft ~ Pierre Tiollais ~ Antoine Triller ~ Jocelyne Troccaz
V : William Vainchenker ~ Alain-Jacques Valleron ~ Gabriele Veneziano ~ Michèle Vergne ~ Cédric Villani ~ Jean-Didier Vincent ~ Olivier Voinnet ~  Claire Voisin
W : Jean-Loup Waldspurger ~ Philippe Walter (d) ~ Zhen-Yi Wang ~ Michael Waterman ~ Jean-Claude Weill ~ Robert Weinberg ~ Jean Weissenbach ~ Wendelin Werner ~ Wolfgang Wernsdorfer ~ Éric Westhof ~ George Whitesides ~  Andrew Wiles ~ John Willis ~ Edward Witten ~ Francis-André Wollman ~ Kurt Wüthrich
Y : Magdi Yacoub ~ Shinya Yamanaka ~  Moshé Yaniv
Z : André Zaoui ~ Anton Zeilinger ~ Jean Zinn-Justin

### Anciens membres
A : Duilio Arigoni † ~ Philippe Ascher † ~ Jean Aubouin † 
B : Jean-François Bach † ~ Paul Berg † ~ Jacques Blamont † ~ Christian Bordé † ~ Claude Bouchiat †
C : Michel Caboche † ~ Roger Cayrel † ~ Claude Combes † ~ Yves Coppens † 
D : Henri Décamps † ~ Derek Denton (en) † ~ Freeman Dyson †
E : Manfred Eigen †
F : 
G : Jacques Glowinski † ~ Roland Glowinski † ~ André Goffeau † ~ François Gros †
H : Vincent Hayward †
I : Masao Itō †
J : Georges Jobert (d) †
K : Axel Kahn † ~ Henri Korn †
L : Jean-Paul Laumond † ~ Jean Lavorel (d) † ~ Marcel Lesieur † ~ Claude Lorius † ~ William Lucas †
M : Yuri Manin † ~ André Martin † ~ Philippe Meyer † ~ Luc Montagnier † ~ René Moreau † ~ William Morgan †
N : Louis Nirenberg † ~ Philippe Nozières †
O : Gérard Orth † ~ Ernst-Wilhelm Otten (d) †
P : Frank Press †
Q : 
R : Rex Richards †
S : Jean-Michel Savéant † ~ Michael Sela † ~ Pierre Sigwalt (d) † ~ Marcel-Paul Schützenberger † ~ Piotr Slonimski † 

T : Bernard Tissot † ~ Jacques Tits † ~ Gérard Toulouse † ~ Roland Tricot (d) †
V : Jacques Villain †
W : 
Y : 
Z :

## Place des femmes
La première correspondante de l'Académie des sciences fut Marguerite Perey en 1962 ; la première femme élue fut Yvonne Choquet-Bruhat en 1979. L'Académie ne choisit pas en particulier Marie Curie (malgré son prix Nobel de physique en 1903).
En 2016, l'Académie n'accueille que 28 femmes sur 263 membres,.
Deux secrétaires perpétuelles sont :
- depuis le 1er janvier 2011 Catherine Bréchignac dans la première section qui couvre les mathématiques, la physique et les sciences de l'univers (remplacée par Étienne Ghys en janvier 2019[33]) ;
- depuis le 1er janvier 2016 Pascale Cossart, dans la deuxième section de l'Académie qui couvre la chimie, la biologie et la médecine (remplacée par Antoine Triller en janvier 2022).

## Prix et médailles
L'Académie des sciences établit au début de chaque année académique la liste des prix et médailles qui sont délivrés. Environ 80 prix sont attribués chaque année,. Les « grands prix »  sont d'un montant de 15 000 € ou plus.
- Grande médaille de l'Académie des sciences
- Médaille Émile-Picard
- Prix de la Fondation EADS
- Prix Aymé-Poirson
- Grand prix Louis-Bachelier[38]
- Prix Gabrielle-Sand
- Prix Langevin, en hommage à la mémoire des savants français assassinés pendant la guerre
- Prix Victor-Raulin
- Prix Louis-Armand, pour un jeune scientifique
- Prix IMT – Académie des sciences, prix scientifiques décernés tous les ans par l’Académie des sciences et la Fondation Mines-Télécom.
- Prix de la Fondation Allianz-Institut de France
- Prix Ampère de l'Électricité de France
- Prix Fondation Michelin – Académie des sciences et le prix Espoir de la Fondation d'entreprise Michelin .
- Prix sur la recherche scientifique en zone polaire et subpolaire ; ce prix est financé par les Expéditions Polaires Françaises (EPF) et soutenu par l’Institut polaire français, le CNRS - INSU, Météo-France (CNRM Toulouse), l’Ifremer, la Fondation Albert Ier, Prince de Monaco, l’Institut océanographique – Fondation Albert 1er Prince de Monaco, l’Association A3 Amis CNRS et Frédérik Paulsen.

### Prix thématiques
Les prix thématiques sont organisés par discipline :
- Mathématiques :
  - Prix Jaffé - Fondation de l'Institut de France, doté de 6 850 euros.
  - Prix Sophie-Germain — Fondation de l'Institut de France, doté de 8 000 €.
  - Prix Paul Doistau-Émile Blutet, doté de 3 500 euros.
  - Prix Élie-Cartan, doté de 3 800 € (en 2012).
  - Prix Charles-Louis de Saulses de Freycinet, doté de 2 000 €.
  - Prix Ernest-Déchelle, doté de 1 500 €.

- Physique :
  - Prix Aniuta Winter-Klein, doté de 5 000 euros ;
  - Prix Anatole et Suzanne Abragam, doté de 2 000 euros ;
  - Prix Gustave Ribaud, doté de 1 500 euros.
  - Prix Cécile DeWitt-Morette / École de Physique des Houches, doté de 15 000 €.

- Sciences mécaniques et informatiques :
  - Prix Michel-Monpetit - INRIA, doté de 4 500 euros ;
  - Prix Blaise-Pascal du GAMNI-SMAI, doté de 3 000 euros ;
  - Grand prix Huy Duong Bui - Prix alternativement en mécanique, informatique et astrophysiquen créé en 2018 et doté de 20 000 €.
  - Prix ONERA-Sciences mécaniques pour l’aéronautique et l’aérospatial, doté de 10 000 €.

- Sciences de l'univers :
  - Prix Léon Lutaud, doté de 2 000 € ;
  - Grand prix Bernard et Odile Tissot, doté de 15 000 €.
  - Prix Edmond-Brun, astronautique ou  mécanique des fluides et de thermique.
  - Prix Dolomieu du Bureau de recherches géologiques et minières.

- Sciences fondamentales :
  - Prix Jean-Pierre-Lecocq, doté de 60 000 €.

- Chimie et sciences du vivant :
  - Prix René Turpin de cancérologie - Fondation de l'Institut de France
  - Grand prix Émile-Jungfleisch
  - Prix Constellium
  - Prix du Docteur et de Mme Henri Labbé, quadriennal (1948), doté de 3 000 euros, destiné à un chercheur ayant effectué des travaux de chimie biologique ;
  - Prix Paul-Pascal, quadriennal (1972), doté de 3 000 euros, destiné à un chimiste ou un groupe de chimistes ayant effectué des travaux en chimie physique[39],[40] ;
  - Prix Alexandre-Joannidès
  - Prix Arkema ;
  - Médaille Fondation Berthelot.

- Biologie :
  - Grand prix Guy Lazorthes
  - Prix Louis-Daniel Beauperthuy ;
  - Médaille Louis Pasteur, Fondation André-Romain Prévot ;
  - Prix Dujarric de la Rivière ;
  - Prix A.S. Balachowsky.

- Biologie humaine et sciences médicales :
  - Prix Jaffé - Fondation de l'Institut de France ;
  - Prix Mémain - Pelletier - Fondation de l'Institut de France ;
  - Prix Dagnan - Bouveret ;
  - Prix Barbier.

- Applications des sciences :
  - Prix Aymé Poirson.
  - Prix Émilia-Valori pour l'application des sciences
  - Prix Yvan Peychès
  - Prix Lamb

- Histoire des sciences et épistémologie :
  - Prix Paul Doistau-Émile Blutet de l'information scientifique ;
  - Prix Villemot.

- Enseignement des sciences :
  - Prix Georges Charpak.

### Médailles thématiques
De plus, l'Académie décerne des médailles, une par thème principal. Pour l'année 2023, les lauréats sont :
- Médaille des sciences mécaniques et informatiques : Isabelle Bloch
- Médaille des sciences de l’univers : Marie Antoinette Barucci
- Médaille de chimie : Claire Wilhelm
- Médaille de mathématiques : Anne-Laure Dalibard
- Médaille de physique : François David
- Médaille de biologie intégrative : Wilfried Thuiller
- Médaille de biologie moléculaire et cellulaire, génomique : Romain Koszul
- Médaille de biologie humaine et sciences médicales : Philippe Bousso
- Médaille Pasteur/Fondation Prévot :  Olivier Tenaillon
- Médaille des applications des sciences : Catherine Llorens-Cortes

### Les grandes avancées en biologie
L’Académie des sciences invite de jeunes chercheurs/premiers auteurs, ayant contribué
aux grandes avancées scientifiques en biologie, à présenter leurs résultats à l’Académie
des sciences lors d’une séance publique.
Les lauréats seront récompensés chacun par un prix de 2 500 €. En 2023, les lauréats sont :
- Laia Richart-Ginès
- Stéphanie Jacquet
- Juliette Mathieu
- Arthur Boutillon
- Élise Parey

### Prix internationaux
- Prix Descartes-Huygens ;
- Prix de la Fondation scientifique franco-taiwanaise ;
- Grand prix franco-polonais ;
- Prix Gay-Lussac Humboldt ;
- Prix Microsoft de la Royal Society et de l'Académie des sciences ;
- Prix Richard-Lounsbery, décerné en biologie ou médecine à des scientifiques américains et français, âgés de 45 ans ou moins.

### Prix soutenus par l'Académie
- Bourses France L'Oréal-UNESCO Pour les Femmes et la Science ;
- Prix Jacques-Louis-Lions est un grand prix thématique de mathématiques appliquées ;
- Prix Marc-Yor en probabilités ;
- Prix René Turpin de cancérologie - Fondation de l'Institut de France.